# Kai Schumann
Kai Schumann (Dresda, 28 luglio 1976) è un attore tedesco, attivo principalmente in campo televisivo e teatrale.
Tra cinema e - soprattutto televisione, è apparso in una quarantina di differenti produzioni, a partire dalla fine degli anni novanta.  Tra i suoi ruoli più noti, figura quello del Dottor Mehdi Kaan nella serie televisiva Doctor's Diary - Männer sind die beste Medizin  e quello del commissario Nikolas Heldt nella serie televisiva Il commissario Heldt.

## Biografia

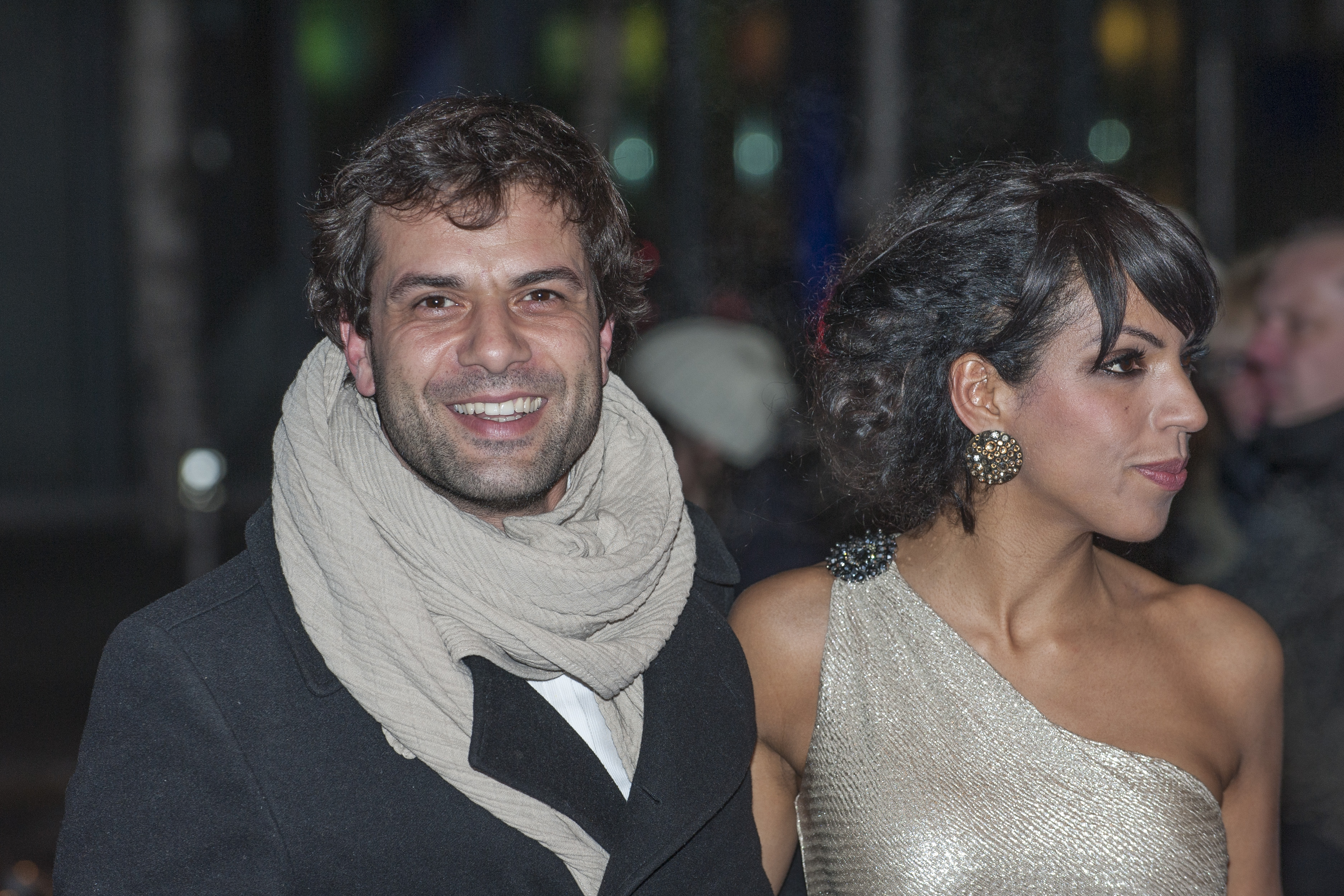
Kai Schumann nel 2015

Kai Schumann nasce a Dresda, nell'ex-DDR, il 28 luglio 1976. Cresce con la madre, una cittadina della DDR che il padre (ora deceduto e che Kai Schumann non conoscerà mai), un uomo di origine siriana residente in Germania Est, aveva abbandonato dopo che la donna era rimasta incinta.
Dopo aver conseguito la maturità si trasferisce a Berlino per frequentare la scuola di recitazione. Seguiranno ingaggi nelle compagnie di teatri di vari città quali Berlino, Tubinga e Stoccarda.
Debutta sul grande schermo nel 1999, recitando nel film diretto da Rosa von Praunheim Der Eisntein des Sex.
Dal 2008 è nel cast principale della serie televisiva Doctor's Diary - Männer sind die beste Medizin nel ruolo di un ginecologo, il Dottor Mehdi Kaan, ruolo che interpreterà fino al 2013.
Nel 2009, interpreta il ruolo di uno spogliarellista nel film TV commedia, diretto da Michael Rowitz, Liebe macht sexy, dove recita al fianco di Simone Thomalla, all'epoca sua partner in Tatort, dove Schumann interpreta un ruolo ricorrente.
Nel 2013 viene scelto per interpretare il ruolo da protagonista della serie televisiva poliziesca Il commissario Heldt.

## Filmografia parziale

### Cinema
- Der Einstein des Sex, regia di Rosa von Praunheim (1999)
- Midsommar Stories (1999)
- Ricky - normal war gestern (2013)
- Verfehlung (2015)

### Televisione
- Für alle Fälle Stefanie - serie TV, episodio 06x15 (2000)
- Dr. Sommerfeld - Neues vom Bülowbogen - serie TV, episodio 04x15 (2001)
- Toter Mann - film TV, regia di Christian Petzold (2001)
- Dornröschens leiser Tod - film TV, regia di Markus Rosenmüller (2004)
- SOKO Wismar - serie TV, episodio 02x12 (2005)
- Guardia costiera - serie TV, episodi 078x15-14x07 (2005-2010)
- Squadra Speciale Colonia - serie TV, episodio 04x13 (2007)
- Schuld und Unschuld - film TV (2007)
- Der Mann von gestern - film TV (2007)
- Elvis und der Kommissar - serie TV, episodio 01x03 (2007)
- In aller Freundschaft - serie TV, episodio 11x11 (2008)
- Kebab for Breakfast - serie TV, episodio 03x16 (2008)
- Liebe macht sexy - film TV, regia di Michael Rowitz (2009)
- Küss dich reich - film TV (2010)
- Klimawechsel - serie TV (2010)
- SOKO 5113 - serie TV, episodio 36x2 (2010)
- Lasko - serie TV, episodio 02x05 (2011)
- Doctor's Diary - Männer sind die beste Medizin - serie TV, 22 episodi (2008-2011)
- Tatort - serie TV, 9 episodi (2009-2013)
- Der Bergdoktor - serie TV, episodio 04x06 (2011)
- Nostalgia di Sandy Bay - film TV (2011)
- Luna di miele... con fantasmi - film TV (2011)
- Utta Danella - Come in una fiaba - film TV (2011)
- La nave dei sogni - Viaggio di nozze (Kreuzfahrt ins Glück) - serie TV, episodio 06x02 (2012)
- Squadra Speciale Cobra 11 - serie TV, episodio 16x09 (2012)
- Verso l'Africa - film TV (2012)
- La leggenda delle gru - film TV (2012)
- Il commissario Heldt - serie TV, 51+ episodi (2013-...)

## Doppiatori italiani
- Paolo Macedonio in Il commissario Heldt[7]